# Angela Marino

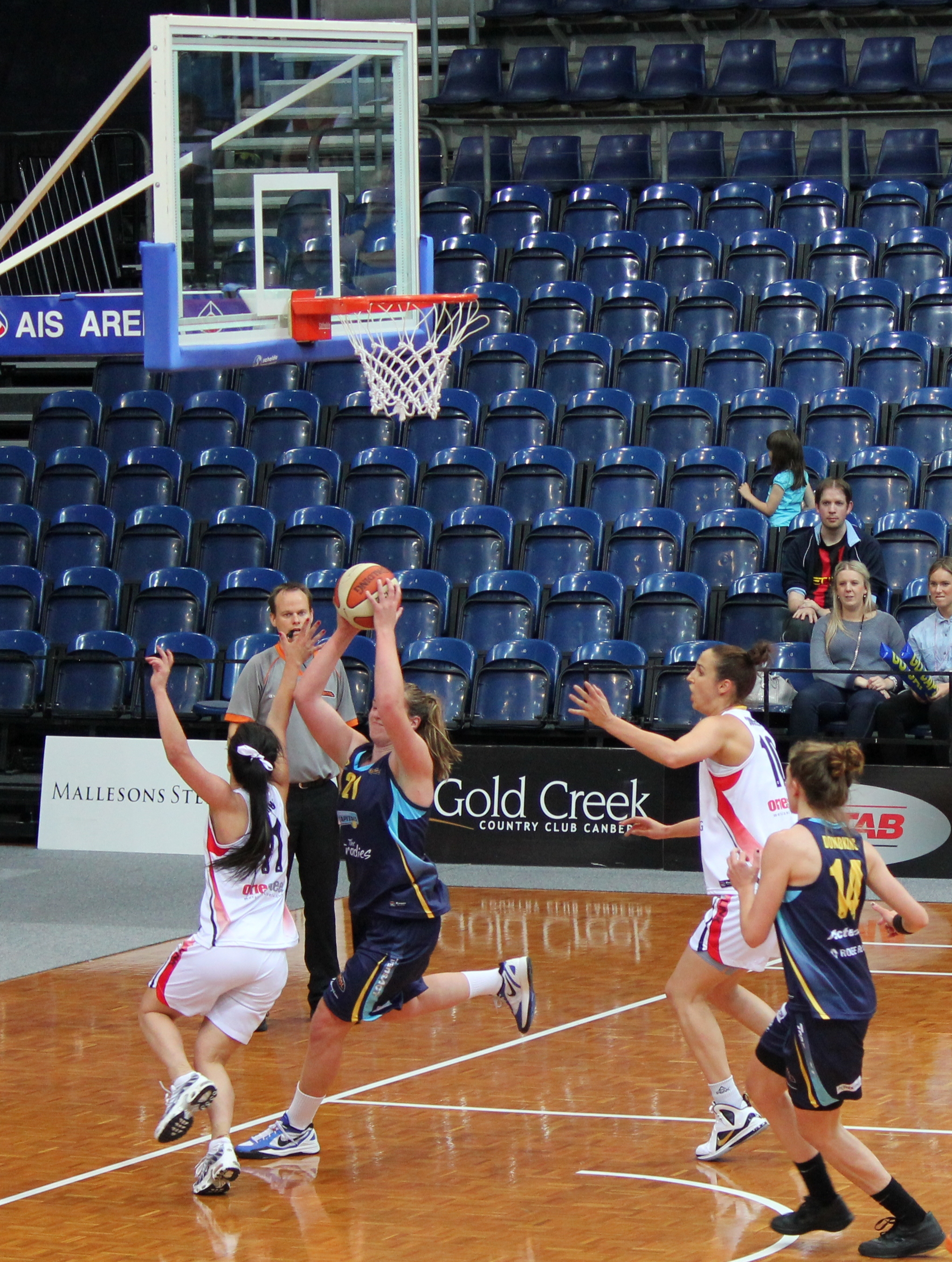
Angela Marino durante jogo

Angela Marino (3 de fevereiro de 1986) é uma basquetebolista neozelandesa.

## Carreira
Angela Marino integrou a Seleção Neozelandesa de Basquetebol Feminino em Pequim 2008, terminando na décima posição.